# جیمی وربایز
جیمی وربایز (به انگلیسی: Jimmy Verbaeys) ژیمناست زادهٔ ۲۶ اوت ۱۹۹۳ میلادی اهل کشور بلژیک است.